# Andrew Martin
Andrew James Robert Patrick Martin (Whitby, 17 maart 1975 - Tampa, 13 maart 2009), beter bekend als Test, was een Canadees professioneel worstelaar die vooral bekend was van zijn tijd bij World Wrestling Entertainment en Total Nonstop Action Wrestling als "The Punisher" Andrew Martin.

## In worstelen
- Finishers en signature moves
  - Diving elbow drop
  - Pumphandle slam
  - Running big boot
  - Test Drive (Rolling cutter; 2002-2004)
  - Test Grade (Spinning fireman's carry cutter)
  - Bear hug
  - Full nelson slam
  - Gutwrench falling powerbomb
  - Military Press drop

- Managers
  - Stacy Keibler
  - Stephanie McMahon
  - Trish Stratus

- Bijnamen
  - "God's Gift to ECW" (WWE)
  - "The Hired Gun" (WWF)
  - "The Impact Player" (WWE; 2006)
  - "The Punisher" (TNA)
  - "Test" (Independent Circuit; 2006)

## Erelijst
- Wild West Wrestling
  - WWW Heavyweight Championship (1 keer)

- World Wrestling Federation
  - WCW Tag Team Championship (1 keer met Booker T)
  - WWF European Championship (1 keer)
  - WWF Hardcore Championship (2 keer)
  - WWF Intercontinental Championship (1 keer)
  - WWF Tag Team Championship (1 keer met Booker T)

## Dood
- Hij overleed plotseling op 13 maart 2009.[1]
- Op 9 april 2009 maakte de Hillsborough County Medical Examiner bekend dat de doodsoorzaak een overdosis Oxycodon (ook wel bekend als Hillbilly heroïne) was.[2]